# Titularbistum Iziriana
Iziriana ist ein Titularbistum der römisch-katholischen Kirche.
Die in Nordafrika gelegene Stadt war ein alter römischer Bischofssitz, der im 7. Jahrhundert mit der islamischen Expansion unterging. Er lag in der römischen Provinz Numidien.
| Titularbischöfe von Iziriana |                            |                                                    |                   |                    |
| Nr.                          | Name                       | Amt                                                | von               | bis                |
| 1                            | Georg Kilian Pflaum OFM    | Apostolischer Vikar von Ñuflo de Chávez (Bolivien) | 16. November 1953 | 18. September 1971 |
| 2                            | Matthias Ssekamaanya       | Weihbischof in Kampala (Uganda)                    | 9. März 1985      | 30. November 1996  |
| 3                            | Juan José Asenjo Pelegrina | Weihbischof in Toledo (Spanien)                    | 27. Februar 1997  | 28. Juli 2003      |
| 4                            | Cornel Damian              | Weihbischof in Bukarest (Rumänien)                 | 31. Oktober 2003  |                    |